# Pisachoides hulda
Pisachoides hulda är en insektsart som först beskrevs av William Lucas Distant 1908.  Pisachoides hulda ingår i släktet Pisachoides och familjen dvärgstritar. Inga underarter finns listade i Catalogue of Life.